# Lac Ostaboningue
Pour l’article homonyme, voir Ostaboningue.
Le lac Ostaboningue est situé dans le territoire non organisé de Les Lacs-du-Témiscamingue, dans la MRC Témiscamingue, dans la région administrative de la Abitibi-Témiscamingue, dans la province de Québec, au Canada.
La foresterie constitue la première activité économique du secteur. Aujourd'hui, les activités récréotouristiques s'avèrent la deuxième. La surface du lac est généralement gelée de la mi-décembre à la mi-avril.

## Géographie
D'une longueur de 30 km, et d'une largeur variant entre 200 m et 3,4 km, ce grand lac étroit comporte plusieurs îles de formes et de dimensions variées, particulièrement au sud et dans la baie Cooks. Ce lac est surtout alimenté par la rivière Saseginaga et la rivière Cerise (Témiscamingue).
Le lac Ostaboningue comporte plusieurs grandes baies :
- à l'est, la baie Anicinabe Ecitacikewapan où se déverse l'embouchure de la rivière Saseginaga, la baie Cooks et la baie Cos-grove ;
- à l'ouest, les baies Jim-Hunter, Gauthier et McNorton.

L'embouchure du lac Ostaboningue (située du côté Sud) est située à :
- 34,3 km au Nord-Est de la rivière des Outaouais ;
- 48,3 km au Sud-Est du centre du village de Béarn ;
- 55,5 km au Sud du Lac Simard (Témiscamingue).

## Toponymie
D'origine algonquine, ce toponyme a une signification incertaine. Il a été répertorié sous la forme "Ostoboning" dans le "Dictionnaire des rivières et lacs de la province de Québec (1925)". Selon le père Joseph-Étienne Guinard, ce terme signifie ceux qui font rôtir par le moyen de pierres chaudes. Les Algonquins de Lac-Simon identifient ce lac sous le nom de "Notin Sakaigan", signifiant "lac des vents".
Le toponyme "lac Ostaboningue" a été officialisé le 5 décembre 1968 à la "Banque des noms de lieux" de la Commission de toponymie du Québec.